# Kairos (Schiff)
Die Kairos ist ein Bunkerschiff für die Betankung von Schiffen mit LNG-Antrieb. Es wurde von der Hyundai Mipo Dockyard in Südkorea gebaut und im Oktober 2018 abgeliefert. Bis zur Indienststellung der Gas Agility war die Kairos das weltweit größte LNG-Bunkerschiff.

## Geschichte
Das Schiff wurde von Babcock Schulte Energy (BSE), einem 2016 gegründeten Joint Venture zwischen Babcock und Bernhard Schulte, bestellt. Im Oktober 2017 begann der Bau bei Hyundai Mipo Dockyard in Ulsan mit dem ersten Stahlschnitt. Im Oktober 2018 wurde das Schiff abgeliefert. Am 8. Februar 2019 fand die Schiffstaufe im Hamburger Hafen durch die CDU-Vorsitzende Annegret Kramp-Karrenbauer in Anwesenheit von Bürgermeister Peter Tschentscher statt. Der Bau wurde von der Europäischen Union im Rahmen des „Blue Baltics“-Projekts finanziell unterstützt.
Am 21. April 2019 war die Wes Amelie das erste von der Kairos betankte Schiff.
Das Unternehmen Gasum hat das Schiff von Bernhard Schulte Shipmanagement gechartert, um es in der Ostsee einzusetzen. Es dient dazu, Investitionen in die LNG-Infrastruktur und mobile Ausrüstung in Litauen, Schweden und Estland zu unterstützen, damit LNG als Kraftstoff für den See- und Straßentransport zur Verfügung steht.

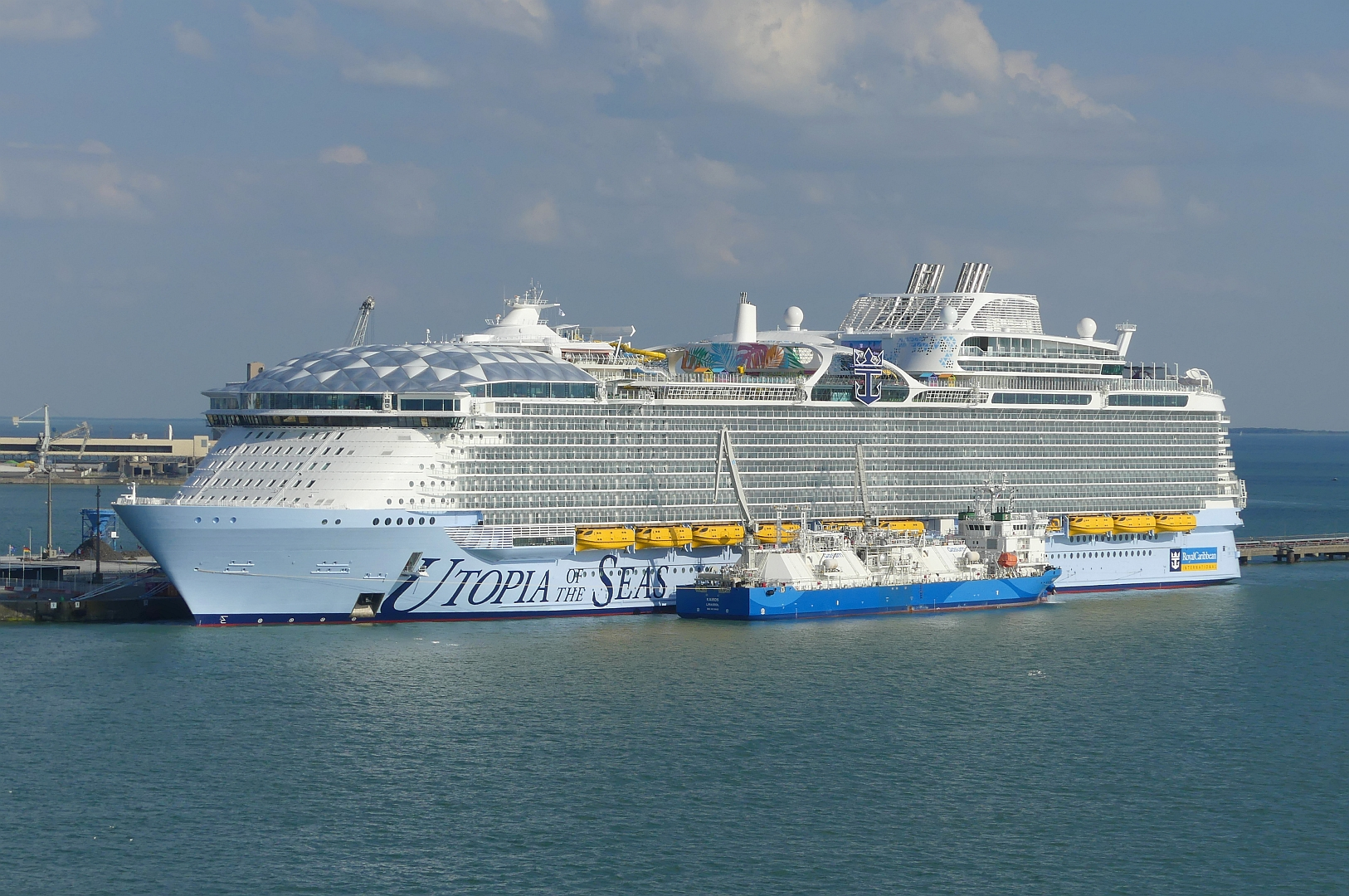
Die Kairos betankt die Utopia of the Seas

## Schiffsbeschreibung
Das Schiff ist 117 Meter lang und 20 Meter breit. Es ist mit 8070 BRZ vermessen. Die Kapazität der Ladetanks beträgt 7500 Kubikmeter.
Das Tankschiff wird für Schiff-zu-Schiff-Umladevorgänge und besonders für die LNG-Betankung von Schiffen und Gasverbrauchern an Land sowie Tank-Lkw und Tank-Waggons zur Weiterbeförderung eingesetzt.